# Sdružení obcí Val di Fiemme

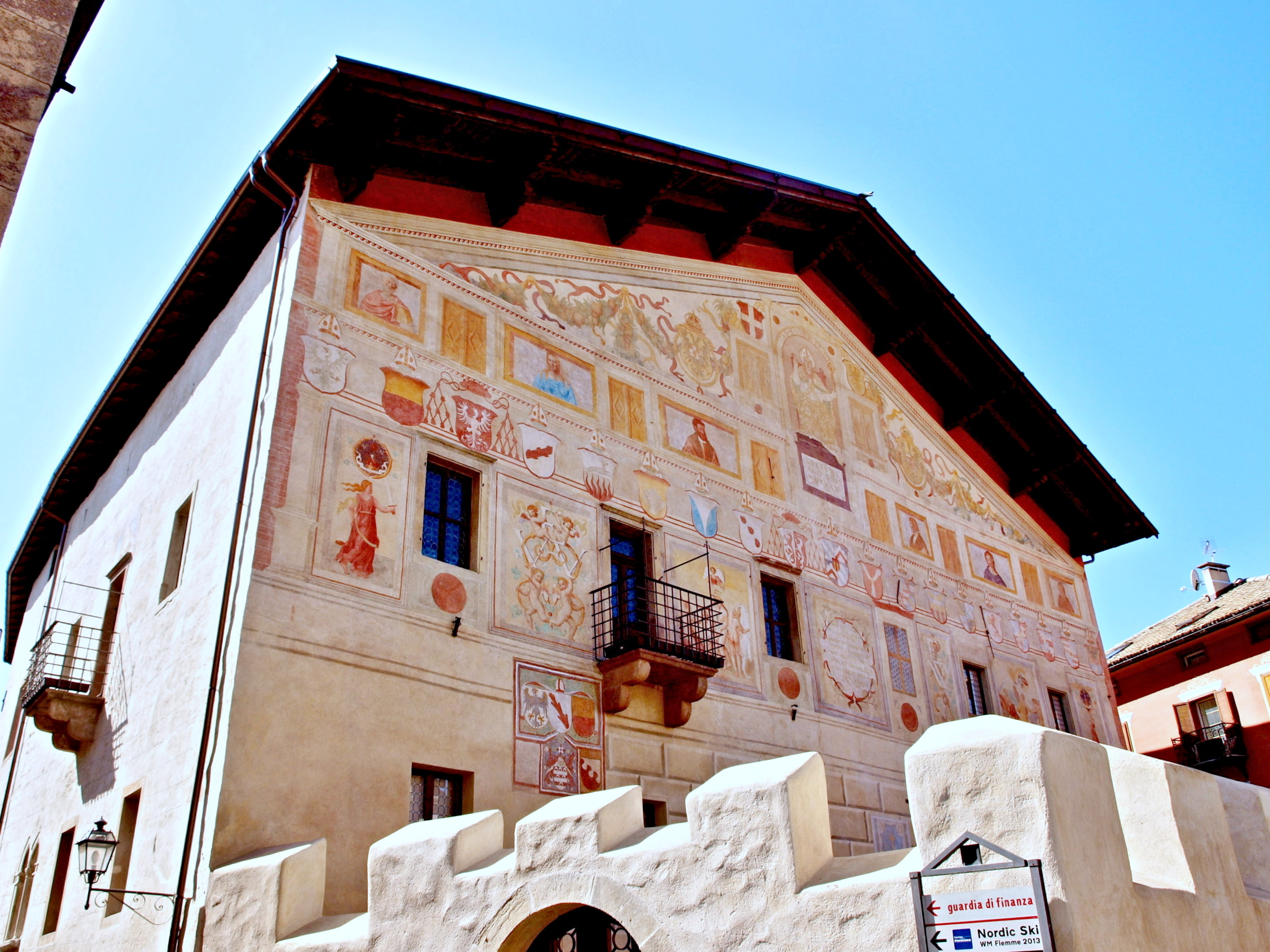
Il palazzo della Magnifica Comunità di Fiemme

Sdružení obcí údolí Fiemme (italsky Magnifica Comunità di Fiemme, německy Talgemeinde Fleims) je sdružení obcí, jehož území tvoří, kromě obcí přímo v údolí Fiemme (Val di Fiemme) také část obcí v údolí Fassy a část Horní Adiže (Alto Adige).
Společenství zahrnuje obce Moena, Predazzo, Ziano, Panchià, Tesero, Cavalese, Varena, Daiano, Carano, Castello-Molina di Fiemme a Trodena (v okrese Bolzano).

## Historie
V palazzo della Magnifica v Cavalese jsou uchovány historické dokumenty sahající až k roku 1111. Další listiny se nacházejí také na farnostech jednotlivých obcí a v Trentu, Innsbrucku, a dokonce i ve Vídni a v Mnichově. Některé úseky dějiny společenství jsou dosud předmětem výzkumů.